# Dragoș Petrescu
Dragoș Petrescu este un istoric român.
La data de 14 ianuarie 2010 a fost numit la conducerea Consiliului Național pentru Studierea Arhivelor Securității (CNSAS).

## Controverse
Înainte de a ajunge în CNSAS (2006), Petrescu a fost contestat de foștii săi colegi de la Institutul Român de Istorie Recentă (IRIR), pe care l-a condus timp de trei ani.
Istoricii Marius Oprea, Stejărel Olaru și Armand Goșu au susținut că Petrescu s-a opus investigațiilor privind studierea istoriei Securității la IRIR.
În octombrie 2006, numele lui Dragoș Petrescu, profesor la Facultatea de Științe Politice a Universității București, a fost implicat în scandalul doctoratului inexistent al istoricului Sorin Antohi.
Acesta din urmă își trecuse în CV un doctorat pe care nu-l susținuse niciodată și pe baza căruia condusese el însuși teze de doctorat, printre care pe cele ale soților Dragoș și Cristina Petrescu.